# Liste der Kategorie-A-Bauwerke in Argyll and Bute

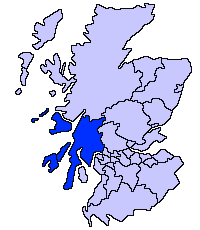
Argyll and Bute in Schottland

Die Liste der Kategorie-A-Gebäude in Argyll and Bute umfasst sämtliche in der Kategorie A eingetragenen Baudenkmäler in der schottischen Council Area Argyll and Bute. Die Einstufung wird anhand der Kriterien von Historic Scotland vorgenommen, wobei in die höchste Kategorie A Bauwerke von nationaler oder internationaler Bedeutung einsortiert sind. Derzeit sind in Argyll and Bute 133 Kategorie-A-Bauwerke ausgewiesen.
| Name                                     | Lage                                                | Typ                           | Eintrag | Bild                                                         |
| ---------------------------------------- | --------------------------------------------------- | ----------------------------- | ------- | ------------------------------------------------------------ |
| Stuckgowan House                         | Tarbet 56° 11′ 20,8″ N, 4° 42′ 2,5″ W               | Landhaus                      | 861     | Stuckgowan House                                             |
| St Conan’s Church                        | Lochawe 56° 23′ 43″ N, 5° 3′ 15″ W                  | Kirche                        | 4700    | St Conan’s Church                                            |
| Old Breachacha Castle                    | Insel Coll 56° 35′ 26,9″ N, 6° 37′ 41″ W            | Burg                          | 4708    | Old Breachacha Castle                                        |
| Breachacha Castle                        | Insel Coll 56° 35′ 30,1″ N, 6° 37′ 46,9″ W          | Schloss                       | 4709    | Breachacha Castle                                            |
| Lochnell House                           | Benderloch 56° 29′ 42,9″ N, 5° 26′ 9,8″ W           | Herrenhaus                    | 4716    | Lochnell House                                               |
| Lochnell Observatory                     | nahe Benderloch 56° 29′ 21,8″ N, 5° 26′ 29″ W       | Turm                          | 4717    | Lochnell Observatory                                         |
| Barcaldine Castle                        | nahe Benderloch 56° 30′ 37,3″ N, 5° 24′ 4,3″ W      | Wohnturm                      | 4719    | Barcaldine Castle                                            |
| Barbreck House                           | nahe Ardfern 56° 12′ 2,3″ N, 5° 29′ 54,3″ W         | Herrenhaus                    | 4996    | Barbreck House                                               |
| St Munn’s Parish Church                  | Kilmun 55° 59′ 47″ N, 4° 56′ 32,7″ W                | Kirche                        | 5073    | St Munn’s Parish Church                                      |
| Dunselma                                 | Strone 55° 59′ 7,3″ N, 4° 53′ 59,1″ W               | Villa                         | 5075    |                                                              |
| Goldenes Tor im Benmore Botanic Garden   | nahe Dunoon 56° 1′ 19,4″ N, 4° 59′ 23,5″ W          | Tor                           | 6438    | Goldenes Tor                                                 |
| St Peter’s College                       | Cardross 55° 58′ 13,1″ N, 4° 38′ 26″ W              | Priesterseminar               | 6464    | St Peter’s College                                           |
| Old Kilmun House                         | Kilmun 55° 59′ 50,6″ N, 4° 56′ 36,6″ W              | Herrenhaus                    | 6582    |                                                              |
| Auchindrain                              | Auchindrain 56° 10′ 49″ N, 5° 10′ 26,3″ W           | historische Ortschaft         | 6798    | Auchindrain                                                  |
| Maam Steading                            | Inveraray 56° 16′ 12,1″ N, 5° 2′ 3,5″ W             | Stallung                      | 11518   | Maam Farm                                                    |
| Cherrypark                               | Inveraray 56° 14′ 14,2″ N, 5° 4′ 41,2″ W            | Verwaltungsgebäude            | 11528   |                                                              |
| Carloonan Doocot                         | Inveraray 56° 14′ 57,6″ N, 5° 5′ 15,3″ W            | Taubenhaus                    | 11540   | Carloonan Doocot                                             |
| Wachturm von Inveraray Castle            | Inveraray 56° 14′ 44,2″ N, 5° 4′ 2,8″ W             | Turm                          | 11543   | Wachturm von Inveraray Castle                                |
| Garden Bridge                            | Inveraray 56° 14′ 22,8″ N, 5° 4′ 29,8″ W            | Brücke                        | 11544   | Garden Bridge                                                |
| Aray Bridge                              | Inveraray 56° 14′ 9,3″ N, 5° 4′ 11,9″ W             | Brücke                        | 11545   | Aray Bridge                                                  |
| Garron Lodge                             | Inveraray 56° 14′ 46,2″ N, 5° 2′ 46,9″ W            | Wohngebäude                   | 11548   | Garron Lodge                                                 |
| Ziermauer der Garron Lodge               | Inveraray 56° 14′ 45,9″ N, 5° 2′ 45,9″ W            | Mauer                         | 11549   | Ziermauer der Garron Lodge                                   |
| Garron Bridge                            | Inveraray 56° 14′ 45,1″ N, 5° 2′ 43,6″ W            | Brücke                        | 11550   | Garron Bridge                                                |
| Dubh Loch Bridge                         | Inveraray 56° 14′ 59,5″ N, 5° 2′ 44,8″ W            | Brücke                        | 11551   |                                                              |
| Inveraray Castle                         | Inveraray 56° 14′ 14,9″ N, 5° 4′ 24,9″ W            | Schloss                       | 11552   | Inveraray Castle                                             |
| Dunderave Castle                         | nahe Inveraray 56° 14′ 34,9″ N, 4° 59′ 53″ W        | Schloss                       | 11769   | Dunderave Castle                                             |
| Dunans Bridge                            | im Tal Glendaruel 56° 4′ 25,9″ N, 5° 9′ 0,1″ W      | Brücke                        | 11806   |                                                              |
| Sonnenuhr des Ormidale House             | im Tal Glendaruel 55° 59′ 11,6″ N, 5° 12′ 16,5″ W   | Sonnenuhr                     | 11810   |                                                              |
| Carrick Castle                           | Carrick 56° 6′ 31,8″ N, 4° 54′ 20,4″ W              | Burg                          | 11815   | Carrick Castle                                               |
| Kilmorich Parish Church                  | Cairndow 56° 15′ 15,3″ N, 4° 56′ 19″ W              | Kirche                        | 11818   | Kilmorich Parish Church                                      |
| Clachan Bridge                           | Insel Seil 56° 19′ 3,8″ N, 5° 34′ 58,3″ W           | Brücke                        | 11834   | Clachanbrücke                                                |
| Rhinns of Islay Lighthouse               | Insel Orsay 55° 40′ 23″ N, 6° 30′ 47,2″ W           | Leuchtturm                    | 11944   | Rhinns of Islay Lighthouse                                   |
| Killean House                            | nahe Tayinloan 55° 38′ 14,4″ N, 5° 39′ 41,2″ W      | Herrenhaus                    | 12005   | Killean House                                                |
| Killean and Kilchenzie Parish Church     | nahe Muasdale 55° 36′ 51,7″ N, 5° 41′ 0,8″ W        | Kirche                        | 12035   | Killean and Kilchenzie Parish Church                         |
| Mount Stuart House                       | nahe Rothesay 55° 47′ 29,7″ N, 5° 1′ 7,5″ W         | Herrenhaus                    | 12052   | Mount Stuart House                                           |
| Mausoleum von Mount Stuart               | nahe Rothesay 55° 48′ 4,7″ N, 5° 1′ 0,4″ W          | Mausoleum und Friedhof        | 12055   |                                                              |
| Kerrylamont Farm                         | Insel Bute 55° 46′ 58,2″ N, 5° 0′ 53,8″ W           | Bauernhof                     | 12056   | Kerrylamont Farm                                             |
| Islay House                              | Bridgend 55° 47′ 6″ N, 6° 15′ 14″ W                 | Herrenhaus                    | 12142   | Islay House (2010)                                           |
| Islay Woollen Mill                       | nahe Bridgend 55° 47′ 22,4″ N, 6° 13′ 29,5″ W       | Wollmühle                     | 12143   | Islay Woollen Mill                                           |
| Kilarrow Parish Church                   | Bowmore 55° 45′ 18,3″ N, 6° 17′ 11,3″ W             | Kirche                        | 12184   | Kilarrow Parish Church                                       |
| Glenorchy Parish Church                  | Dalmally 56° 24′ 15″ N, 4° 58′ 16″ W                | Kirche                        | 12192   | Glenorchy Parish Church                                      |
| Iona Abbey                               | Insel Iona 56° 20′ 6,5″ N, 6° 23′ 29,4″ W           | Kloster                       | 12310   | Iona Abbey                                                   |
| Dubh Artach Lighthouse                   | Insel Dubh Artach 56° 7′ 59,3″ N, 6° 37′ 57,8″ W    | Leuchtturm                    | 12320   | Dubh Artach Lighthouse                                       |
| Castle Stalker                           | Insel in Loch Linnhe 56° 34′ 17,7″ N, 5° 23′ 9,9″ W | Burgruine                     | 12345   | Castle Stalker                                               |
| Lismore Lighthouse                       | Insel Eilean Musdile 56° 27′ 20″ N, 5° 36′ 26,6″ W  | Leuchtturm                    | 12360   | Lismore Lighthouse                                           |
| Airds House                              | Port Appin 56° 33′ 1″ N, 5° 24′ 10,1″ W             | Herrenhaus                    | 12363   | Airds House                                                  |
| Islandadd Bridge                         | Bellanoch 56° 4′ 28,5″ N, 5° 31′ 43,6″ W            | Brücke                        | 13042   | Islandadd Bridge                                             |
| Ardkinglas House                         | Cairndow 56° 15′ 3″ N, 4° 56′ 49,3″ W               | Herrenhaus                    | 13786   | Ardkinglas House                                             |
| Rossdhu House                            | nahe Luss 56° 4′ 13″ N, 4° 37′ 59,5″ W              | Herrenhaus                    | 14469   | Rossdhu House                                                |
| Hynish Harbour                           | Insel Tiree 56° 26′ 55,9″ N, 6° 53′ 33,9″ W         | Hafenanlage                   | 17848   | Hynish Harbour                                               |
| Skerryvore Lighthouse                    | Insel Skerryvore 56° 19′ 23,2″ N, 7° 6′ 58,5″ W     | Leuchtturm                    | 17849   | Skerryvore Lighthouse                                        |
| 3 Kilmoluaig                             | Kilmoluaig 56° 30′ 20″ N, 6° 55′ 45″ W              | Wohngebäude                   | 17857   |                                                              |
| 13 Kilmoluaig                            | Kilmoluaig 56° 30′ 32,7″ N, 6° 55′ 30,5″ W          | Wohngebäude                   | 17859   |                                                              |
| Torosay Castle, 19 Statuen               | nahe Lochdon 56° 27′ 15,6″ N, 5° 41′ 15″ W          | Statuen                       | 17929   | Torosay Castle                                               |
| Macquarrie-Mausoleum                     | Mull 56° 29′ 12″ N, 5° 58′ 55,6″ W                  | Mausoleum                     | 17942   | Macquarrie-Mausoleum                                         |
| Duart Castle                             | nahe Lochdon 56° 27′ 22″ N, 5° 39′ 18,2″ W          | Schloss                       | 17974   | Duart Castle                                                 |
| Torosay Castle                           | nahe Lochdon 56° 27′ 17,8″ N, 5° 41′ 13,7″ W        | Schloss                       | 17975   | Torosay Castle                                               |
| Wester Kames Castle                      | nahe Port Bannatyne 55° 52′ 0″ N, 5° 5′ 57,4″ W     | Schloss                       | 18287   |                                                              |
| Stewart Hall                             | nahe Rothesay 55° 49′ 7,8″ N, 5° 6′ 21″ W           | Herrenhaus                    | 18289   |                                                              |
| Cour House                               | Halbinsel Kintyre 55° 40′ 40,4″ N, 5° 27′ 48,4″ W   | Landhaus                      | 18360   | Cour House                                                   |
| Saddell Castle                           | Saddell 55° 31′ 38,9″ N, 5° 30′ 16,7″ W             | Burg                          | 18403   | Saddell Castle                                               |
| Ardencaple Hotel                         | Rhu 56° 0′ 47,2″ N, 4° 45′ 51,9″ W                  | Hotel                         | 19525   | Ardencaple Hotel                                             |
| Torbogen von Rossdhu                     | nahe Luss 56° 2′ 45,8″ N, 4° 38′ 44,9″ W            | Torbogen                      | 19698   | Torbogen von Rossdhu                                         |
| Mull of Kintyre Lighthouse               | Mull of Kintyre 55° 18′ 37,5″ N, 5° 48′ 11,7″ W     | Leuchtturm                    | 19874   | Mull of Kintyre Lighthouse                                   |
| Bellgrove                                | Campbeltown 55° 25′ 45″ N, 5° 35′ 23,1″ W           | Villa                         | 22940   |                                                              |
| Rothmar                                  | Campbeltown 55° 25′ 44,3″ N, 5° 35′ 34,7″ W         | Villa                         | 22941   |                                                              |
| Campbeltown Library and Museum           | Campbeltown 55° 25′ 25,8″ N, 5° 36′ 10,1″ W         | Museum                        | 22964   | Campbeltown Library and Museum                               |
| Picture House                            | Campbeltown 55° 25′ 26,3″ N, 5° 36′ 11,1″ W         | Kino                          | 22965   | Picture House                                                |
| St John’s Church                         | Dunoon 55° 57′ 2,3″ N, 4° 55′ 43,3″ W               | Kirche                        | 26440   | St John’s Church                                             |
| Pier von Dunoon                          | Dunoon 55° 56′ 48,1″ N, 4° 55′ 16,8″ W              | Pier                          | 26450   | Pier von Dunoon                                              |
| Rockland                                 | Helensburgh 55° 59′ 54″ N, 4° 43′ 4,7″ W            | Villa                         | 34737   |                                                              |
| Hill House                               | Helensburgh 56° 1′ 1,1″ N, 4° 43′ 40,9″ W           | Villa                         | 34761   | Hill House                                                   |
| White House                              | Helensburgh 56° 0′ 54,4″ N, 4° 43′ 49,8″ W          | Villa                         | 34762   | White House                                                  |
| Drumadoon                                | Helensburgh 56° 1′ 2,7″ N, 4° 43′ 46,1″ W           | Villa                         | 34763   |                                                              |
| Greycourt                                | Helensburgh 56° 0′ 58,9″ N, 4° 43′ 44,6″ W          | Villa                         | 34771   | Greycourt                                                    |
| Red Towers                               | Helensburgh 56° 0′ 53,1″ N, 4° 43′ 44,7″ W          | Villa                         | 34774   | Red Towers                                                   |
| Brantwoode                               | Helensburgh 56° 0′ 46,6″ N, 4° 43′ 47,2″ W          | Villa                         | 34822   | Brantwoode                                                   |
| Cairndhu House                           | Helensburgh 56° 0′ 23,4″ N, 4° 45′ 11,5″ W          | Villa                         | 34847   | Cairndhu House                                               |
| Dalmore House                            | Helensburgh 56° 0′ 40,6″ N, 4° 45′ 33,5″ W          | Herrenhaus                    | 34849   | Dalmore House                                                |
| Longcroft                                | Helensburgh 56° 0′ 46,9″ N, 4° 44′ 9,7″ W           | Villa                         | 34851   |                                                              |
| 38–40 Sinclair Street                    | Helensburgh 56° 0′ 12,9″ N, 4° 43′ 59,3″ W          | Wohngebäude                   | 34868   | 38–40 Sinclair Street in rotem Sandstein links der Bildmitte |
| Kriegsdenkmal von Helensburgh            | Helensburgh 56° 0′ 29,7″ N, 4° 43′ 41,6″ W          | Denkmal                       | 34872   | Kriegsdenkmal von Helensburgh                                |
| St Michael and All Angels’ Church        | Helensburgh 56° 0′ 17,6″ N, 4° 44′ 25,1″ W          | Kirche                        | 34896   | St Michael and All Angels’ Church                            |
| Inveraray Parish Church                  | Inveraray 56° 13′ 48,6″ N, 5° 4′ 24,1″ W            | Kirche                        | 34978   | Inveraray Parish Church                                      |
| Morrison’s Land                          | Inveraray 56° 13′ 50,2″ N, 5° 4′ 23,5″ W            | Wohn- und Geschäftshaus       | 34981   | Morrison’s Land                                              |
| George Hotel                             | Inveraray 56° 13′ 49,6″ N, 5° 4′ 22,3″ W            | Hotel                         | 34995   | George Hotel                                                 |
| Relief Land                              | Inveraray 56° 13′ 46,7″ N, 5° 4′ 24,9″ W            | Wohngebäude                   | 34999   | Relief Land                                                  |
| Mackenzie’s Land                         | Inveraray 56° 13′ 45,6″ N, 5° 4′ 27,7″ W            | Wohngebäude                   | 35000   |                                                              |
| Black’s Land                             | Inveraray 56° 13′ 46″ N, 5° 4′ 27,2″ W              | Wohngebäude                   | 35001   |                                                              |
| Arkland                                  | Inveraray 56° 13′ 47,1″ N, 5° 4′ 26,3″ W            | Wohngebäude                   | 35002   | Arkland                                                      |
| Altes Pfarrhaus von Inveraray            | Inveraray 56° 13′ 52″ N, 5° 4′ 18,5″ W              | Pfarrhaus                     | 35003   | Altes Pfarrhaus (im Bild links)                              |
| Gillies’ House                           | Inveraray 56° 13′ 52,2″ N, 5° 4′ 19,1″ W            | Geschäfts- und Wohngebäude    | 35004   | Gillies’ House (im Bild mittig)                              |
| Temperance Hotel                         | Inveraray 56° 13′ 52,4″ N, 5° 4′ 19,7″ W            | Wohngebäude                   | 35005   | Temperance Hotel (im Bild rechts)                            |
| Chamberlain’s House                      | Inveraray 56° 13′ 52,8″ N, 5° 4′ 21,3″ W            | Wohngebäude                   | 35006   | Chamberlain’s House (im Bild links)                          |
| Town House                               | Inveraray 56° 13′ 53,1″ N, 5° 4′ 22,3″ W            | Verwaltungsgebäude            | 35007   | Town House (im Bild mittig)                                  |
| Ivy House                                | Inveraray 56° 13′ 53,3″ N, 5° 4′ 23″ W              | Wohngebäude                   | 35008   | Ivy House (im Bild rechts)                                   |
| Ziermauer von Inveraray                  | Inveraray 56° 13′ 53,6″ N, 5° 4′ 24″ W              | Torbogen                      | 35009   | Ziermauer von Inveraray                                      |
| The Great Inn                            | Inveraray 56° 13′ 54,1″ N, 5° 4′ 26,1″ W            | Hotel                         | 35011   | The Great Inn                                                |
| Torbogen von Inveraray                   | Inveraray 56° 13′ 54,4″ N, 5° 4′ 27,1″ W            | Torbogen                      | 35013   | Torbogen von Inveraray                                       |
| Duke’s Tower                             | Inveraray 56° 13′ 49,5″ N, 5° 4′ 31,8″ W            | Kirchturm                     | 35019   | Duke’s Tower                                                 |
| Gerichtsgebäude von Inveraray            | Inveraray 56° 13′ 47,6″ N, 5° 4′ 20,3″ W            | Gerichtsgebäude und Gefängnis | 35030   | Gerichtsgebäude von Inveraray                                |
| Gefängnismauer von Inveraray             | Inveraray 56° 13′ 47,2″ N, 5° 4′ 19,1″ W            | Gefängnismauer                | 35032   | Gefängnismauer von Inveraray                                 |
| Factory Land                             | Inveraray 56° 13′ 48,9″ N, 5° 4′ 19″ W              | Wohngebäude                   | 35037   | Factory Land                                                 |
| Ferry Land                               | Inveraray 56° 13′ 49,2″ N, 5° 4′ 18,8″ W            | Wohngebäude                   | 35038   |                                                              |
| Fern Point                               | Inveraray 56° 13′ 49,9″ N, 5° 4′ 19,4″ W            | Wohngebäude                   | 35039   |                                                              |
| St Columba’s Cathedral                   | Oban 56° 25′ 9,9″ N, 5° 28′ 43,9″ W                 | Kirche                        | 38820   | St Columba’s Cathedral                                       |
| High Kirk Mausoleum                      | Rothesay 55° 49′ 43,2″ N, 5° 3′ 27,9″ W             | Mausoleum                     | 40446   | High Kirk Mausoleum                                          |
| Bedürfnisanstalt von Rothesay            | Rothesay 55° 50′ 19,3″ N, 5° 3′ 16″ W               | Bedürfnisanstalt              | 40448   | Bedürfnisanstalt von Rothesay                                |
| St Andrew’s Roman Catholic Church        | Rothesay 55° 50′ 10,7″ N, 5° 3′ 30,5″ W             | Kirche                        | 40451   |                                                              |
| Rothesay Pavilion                        | Rothesay 55° 50′ 26,7″ N, 5° 3′ 43,5″ W             | Veranstaltungsgebäude         | 40452   | Rothesay Pavilion                                            |
| Winter Gardens                           | Rothesay 55° 50′ 18″ N, 5° 3′ 20,4″ W               | Veranstaltungsgebäude         | 40454   | Winter Gardens                                               |
| Bute Estate Office                       | Rothesay 55° 50′ 9,5″ N, 5° 3′ 14,4″ W              | Verwaltungsgebäude            | 40456   | Bute Estate Office                                           |
| Tor House                                | Rothesay 55° 50′ 27,7″ N, 5° 1′ 37,1″ W             | Villa                         | 40468   |                                                              |
| Gareloch House                           | Clynder 56° 0′ 51″ N, 4° 48′ 31,1″ W                | Villa                         | 42621   |                                                              |
| Badehaus von Rosneath Castle             | nahe Rosneath 55° 59′ 56″ N, 4° 47′ 6,7″ W          | Badehaus                      | 42625   |                                                              |
| Rosneath Home Farm                       | nahe Rosneath 55° 59′ 39,1″ N, 4° 46′ 56,2″ W       | Bauernhof                     | 42628   | Rosneath Home Farm                                           |
| Ferry Inn                                | Rosneath 56° 0′ 43,1″ N, 4° 47′ 46″ W               | Villa                         | 42630   |                                                              |
| St Modan’s Parish Church (Rosneath)      | nahe Rosneath 56° 0′ 34,2″ N, 4° 48′ 4,9″ W         | Kirche                        | 42634   | St Modan’s Parish Church                                     |
| St Mahew’s Chapel                        | nahe Cardross 55° 58′ 19,2″ N, 4° 39′ 29,7″ W       | Kirche                        | 42905   | St Mahew’s Chapel                                            |
| Redholme                                 | Campbeltown 55° 25′ 10,1″ N, 5° 35′ 52″ W           | Villa                         | 43088   | Redholme                                                     |
| Sloy Power Station                       | Loch Lomond 56° 15′ 4,4″ N, 4° 42′ 41,7″ W          | Wasserkraftwerk               | 43188   | Sloy Power Station                                           |
| Doll’s Houses                            | nahe Tayinloan 55° 38′ 27″ N, 5° 39′ 46,8″ W        | Landhäuser                    | 43266   | Doll’s Houses                                                |
| Glen Eden                                | Kilcreggan 55° 59′ 21,2″ N, 4° 50′ 59,4″ W          | Villa                         | 43442   |                                                              |
| Knockderry Castle                        | Cove 56° 0′ 37,3″ N, 4° 51′ 41,9″ W                 | Schloss                       | 43452   | Knockderry Castle                                            |
| Craig Ailey                              | Cove 55° 59′ 31,9″ N, 4° 51′ 6,9″ W                 | Villa                         | 43472   |                                                              |
| Auchendennan House                       | Arden 56° 0′ 59,3″ N, 4° 37′ 8,4″ W                 | Schloss                       | 43871   | Auchendennan House                                           |
| Darleith Dovecot                         | nahe Cardross 55° 59′ 22,6″ N, 4° 39′ 8,3″ W        | Taubenturm                    | 43874   | Darleith Dovecot                                             |
| Balmory House                            | Ascog 55° 49′ 16,3″ N, 5° 1′ 41,4″ W                | Villa                         | 44984   | Balmory House                                                |
| Holzkohlelager in Furnace                | Furnace 56° 9′ 9,4″ N, 5° 10′ 46,6″ W               | Lagergebäude                  | 49844   |                                                              |
| Falls of Cruachan Railway Viaduct        | nahe Lochawe 56° 23′ 40,1″ N, 5° 6′ 50,9″ W         | Brücke                        | 50811   | Falls of Cruachan Railway Viaduct                            |
| Turbinenhalle der Cruachan Power Station | nahe Lochawe 56° 24′ 10,2″ N, 5° 6′ 46,4″ W         | Industriebauwerk              | 51688   |                                                              |